# Rovnost stran
Rovnost procesních stran je jednou z důležitých zásad řízení před soudem i před správním úřadem. Vyžaduje, aby orgán veřejné moci jednal se všemi stranami stejně a žádnou z nich během řízení ani v rozhodnutí proti druhé nezvýhodňoval nebo neznevýhodňoval.
Typickým příkladem porušení této zásady je separátní projednání věci s jednou ze stran. Běžně se to děje v trestním řízení, kde soudy případ neformálně projednávají se státními zástupci.[zdroj?] Podobně správní úřady mají tendenci zvlášť v řízeních, kde jde o skupinové zájmy (např. dotčených uživatelů sousedících nemovitostí) proti zájmům velkých podnikatelských subjektů (např. investora hypermarketu), projednat záležitost mimo ústní jednání pouze s tímto podnikatelem.[zdroj?]
Ve správním řízení jsou  běžné případy, kdy správní úřad před některými účastníky zatají část spisového materiálu, např. znalecký posudek. I to je porušením zásady rovnosti procesních stran, neboť takto postižení účastníci správního řízení nemohou plně uplatňovat svá procesní práva.[zdroj?]
Poukazování na zjevné porušení zásady rovnosti stran patří k nejčastějším výtkám proti Norimberskému procesu.[zdroj?]